# 川口市立戸塚北小学校
川口市立戸塚北小学校（かわぐちしりつ とづかきたしょうがっこう）は、埼玉県川口市東川口にある公立小学校。

## 沿革
- 1990年4月1日 - 川口市立戸塚小学校、川口市立戸塚東小学校を分離して川口市立戸塚北小学校として開校
- 1990年10月6日 - 校歌、校章制定
- 2010年4月1日 - 校訓を定める[1]

## 教育目標
- 明るくやさしい子
- 進んで学び深く考え求める子
- きたえる子[2]

## 通学区域
- 東川口1丁目 - 全域
- 東川口2丁目 - 一部
- 東川口3丁目 - 一部
- 東川口4丁目 - 一部
- 東川口5丁目 - 全域
- 東川口6丁目 - 全域[3]